# Xenia crispitentaculata
Xenia crispitentaculata är en korallart som beskrevs av Verseveldt 1977. Xenia crispitentaculata ingår i släktet Xenia och familjen Xeniidae. Inga underarter finns listade i Catalogue of Life.